# Velká pardubická 2001
Velká pardubická 2001 byla 111. ročníkem tohoto dostihu. Konala se 14. října na pardubickém dostihovém závodišti. Vítězem se stal hnědák Chalco s žokejem Peterem Gehmem z Německa. Čas vítěze byl 10:04,52 minuty. Na druhém místě se ztrátou jedné a čtvrt délky (cca 4 metry) dojel žokej Zdeněk Matysík na trojnásobném vítězi Velké pardubické Peruánovi. Závod dokončilo deset z 21 startujících koní.
Hlavním sponzorem byla Česká pojišťovna a běželo se o celkovou částku 4 000 000 Kč.

## Pořadí v cíli (prvních pět)
| * | Kůň          | Jezdec         |
| - | ------------ | -------------- |
| 1 | Chalco       | Peter Gehm     |
| 2 | Peruán       | Zdeněk Matysík |
| 3 | Sesi         | Jiří Kameníček |
| 4 | Torpille     | Jaroslav Myška |
| 5 | Sankt Moritz | Tomáš Nehasil  |